# Synagoga Linas Hacholim w Łodzi
Synagoga Linas Hacholim w Łodzi – prywatny dom modlitwy znajdujący się w Łodzi przy ulicy Cegielnianej 52.
Synagoga została zbudowana w 1908 roku z inicjatywy Żydowskiego Towarzystwa Pomocy Biednym Chorym "Linas Hacholim". Mogła ona pomieścić 60 osób. Podczas II wojny światowej Niemcy zdewastowali synagogę.